# Василије Аџић
Василије Аџић (Никшић, 12. мај 2006) црногорски је фудбалер који игра на позицији везног играча. Тренутно наступа за Јувентус.

## Клупска каријера

### Будућност
Био је члан омладинске школе Будућности за коју је дебитовао на професионалном нивоу у августу 2022. године, када је против Арсенала из Тивта постигао гол. Тако је постао најмлађи голгетер у историји Будућности, а други најмлађи у црногорској лиги, после Илије Вукотића.

### Јувентус
Дана 11. јула 2024. године потписао је уговор са Јувентусом. Дебитовао је у октобру исте године у победи против Лација од 1:0.